# The Sound of San Francisco
The Sound of San Francisco é um single de 2004 do trio austríaco de house music Global Deejays.
É amostras de Scott McKenzie canção, "San Francisco (Be Sure to Wear Flowers in Your Hair)", e "California Dreamin'" do The Mamas & the Papas.
O videoclipe da canção é o grupo em um ônibus escolar como eles em turnê na lista das cidades listadas no início da música, e   aparece também a cena do Namoro de John Lennon e Yoko Ono retirada do documentário Imagine
A canção foi uma das primeiras canções de dance austríaco, que atingiu no top dez dos mais de 10 paradas em todo o mundo.

## Paradas de sucesso
- # 1 Rússia, Espanha, Ucrânia
- # 3 Brasil, Alemanha
- # 4 Áustria
- # 18 França
- # 25 Suíça